# Georges Spanelly
Georges Louis Néjad Spanelly, né le 25 décembre 1898 dans le 14e arrondissement de Paris et mort le 30 juin 1979 dans le 15e arrondissement de Paris, est un acteur français.

## Filmographie

### Cinéma
- 1931 : L'Amour à l'américaine de Claude Heymann
- 1933 : L'Indésirable d'Emile de Ruelle
- 1934 : Les Nuits moscovites d'Alexis Granowsky : un officier
- 1935 : La Kermesse héroïque de Jacques Feyder
- 1936 : La vie est à nous de Jean Renoir : le directeur de l'usine
- 1936 : Rubber de Gerard Rutten : Ravinsky
- 1937 : Double crime sur la ligne Maginot de Félix Gandéra : Lennard
- 1937 : Les Hommes sans nom de Jean Vallée
- 1938 : Le Temps des cerises de Jean-Paul Le Chanois : le directeur
- 1938 : La Marseillaise de Jean Renoir : La Chesnaie
- 1938 : La Bête humaine de Jean Renoir : Camy-Lamotte, le secrétaire de M. Grandmorin
- 1941 : Le Destin fabuleux de Désirée Clary de Sacha Guitry : Davout
- 1942 : Des jeunes filles dans la nuit de René Le Hénaff
- 1943 : La Malibran de Sacha Guitry : le directeur
- 1948 : Le Diable boîteux de Sacha Guitry : le comte de Montrond
- 1949 : Le Trésor de Cantenac de Sacha Guitry : l'architecte
- 1952 : Mon mari est merveilleux d'André Hunebelle
- 1953 : Si Versailles m'était conté... de Sacha Guitry : un seigneur (non crédité)
- 1954 : Napoléon de Sacha Guitry : Salicetti
- 1955 : Si Paris nous était conté de Sacha Guitry : Bourgoin
- 1959 : La Bête à l'affût de Pierre Chenal
- 1959 : Asphalte d'Hervé Bromberger : Jean, le conseiller d'Éric
- 1966 : La Prise de pouvoir par Louis XIV de Roberto Rossellini (téléfilm exploité au cinéma) : Séguier
- 1973 : Le Train de Pierre Granier-Deferre : le vieil homme

### Télévision
- 1958 : Les Cinq Dernières Minutes, épisode D'une pierre deux coups de Claude Loursais : M. Carnoles
- 1966 : En votre âme et conscience, épisode : La Mort de Sidonie Mertens de  Marcel Cravenne
- 1968 : Les Enquêtes du commissaire Maigret, épisode L'Inspecteur Cadavre de Michel Drach : le médecin
- 1971 : Aux frontières du possible : épisode : L'homme radar de Victor Vicas

## Théâtre
- 1925 : George Dandin de Molière, mise en scène Charles Dullin, Théâtre de l'Atelier
- 1952 : Ce soir à Samarcande de Jacques Deval, mise en scène Jean Darcante, Théâtre des Célestins
- 1954 : La Roulotte de Michel Duran, mise en scène Alfred Pasquali, Théâtre Michel
- 1961 : Rhinocéros d'Eugène Ionesco, mise en scène Jean-Louis Barrault, Théâtre des Célestins, tournée
- 1962 : Édouard mon fils de Robert Morley et Noel Langley, mise en scène Maurice Guillaud,  Théâtre Montansier